# Варшавчик Марко Якимович
Марко Якимович Варшавчик (*17 грудня 1918, м. Сміла Київської губернії, тепер Черкаської області — †27 травня 2001, Київ) — український історик, архівіст, джерелознавець, доктор історичних наук, професор.

## Біографія
Закінчив історичний факультет Київського державного університету ім. Т. Г. Шевченка (1941).
Учасник Другої світової війни.
У 1946—1952 працював в Центральному державному історичному архіві УРСР у м. Києві на посадах вченого секретаря, начальника науково-видавничого відділу.
У Київському державному університеті ім. Т. Г. Шевченка: 1947—1952 викладав за сумісництвом на кафедрі архівознавства і допоміжних історичних дисциплін історичного факультету, з 1957 доцент Інституту підвищення кваліфікації викладачів суспільних наук при Київському університеті, 1991—1999 професор кафедри архівознавства та спеціальних галузей історичної науки історичного факультету. Читав лекційні курси з архівознавства, теоретичного джерелознавства, методології та логіки історичних досліджень.

## Наукові інтереси
Сфера наукових інтересів: джерелознавство, дослідження проблем методології історичної науки.
Докторська дисертація "Основы источниковедения истории СССР" (1970).

## Основні праці
- Источниковедение истории КПСС. — М., 1973; 2-е изд., М.,1989.
- О научных основах изучения истории КПСС. — М., 1979 (в соавт.).
- О структуре источниковедческой критики // Источниковедение отечественной истории за 1979 г. — М., 1980.
- Историко-партийное источниковедение: Теория, методология, методика. — К., 1984.

## Нагороди
- Орден Вітчизняної війни І та ІІ ступеня
- Орден Червоної Зірки
- медалі
- Заслужений діяч науки УРСР